# CARE International
CARE (Cooperative for Assistance and Relief Everywhere, původně Cooperative for American Remittances to Europe) je mezinárodní humanitární organizace. CARE poskytuje okamžitou pomoc při mimořádných událostech a realizuje dlouhodobé rozvojové projekty. CARE byla založena v roce 1945 a patří mezi největší a nejstarší organizace zaměřené na boj proti globální chudobě. V roce 2019 CARE působila ve 104 zemích, uskutečnila 1349 humanitárních a rozvojových projektů a svou pomocí dosáhla přímo na 92,3 milionu lidí a 433,4 milionu lidí nepřímo.
Programy CARE pokrývají v rozvojových zemích širokou škálu témat, mezi něž patří okamžitá humanitární pomoc, zabezpečení potravy a přístupu k pitné vodě a hygieně, odolnost vůči změnám klimatu, hospodářský rozvoj, vzdělání a zdraví. CARE se zasazuje o změnu politiky s ohledem na práva chudých lidí na místní, národní a mezinárodní úrovni. V každé z těchto oblastí se CARE zaměřuje na posílení a uspokojení potřeb žen a dívek a podporu rovnosti žen a mužů.
CARE International (CI) je globální konfederací 18 členů (14 členů, 6 přípravných členů a 1 přidružené organizace). Každý člen CARE je registrovaný jako nezávislá organizace.